# Widnica (Pstroszyce Drugie)
Widnica – przysiółek wsi Pstroszyce Drugie w Polsce położona w województwie małopolskim, w powiecie miechowskim, w gminie Miechów.
W latach 1975–1998 miejscowość administracyjnie należała do województwa kieleckiego.